# The Sound
The Sound foi uma banda britânica pós-punk, formada em Londres, em 1979, com ex-membros dos The Outsiders.
A banda original era constituída por Adrian Borland (guitarra, vocais), Graham Bailey (baixo), Michael Dudley (bateria) e Bi Marshall (saxofone, clarinete e teclado); este último seria substituído por Max Mayers, já no segundo álbum From the Lion's Mouth, (1981).
O som dos Sound enquadrava-se no mesmo género musical de bandas como Joy Division, Echo and the Bunnymen, The Teardrop Explodes ou The Chameleons.
Após o fim da banda em 1987, Adrian Borland seguiu a sua carreira a solo, paralelamente a outros projectos de grupo (The Honolulu Mountain Daffodils e White Rose Transmission), mas devido a frequentes depressões, suicidou-se em 26 de Abril de 1999, na estação de metro de Wimbledon. Max Mayers morreria de AIDS em 1993. Os restante membros afastaram-se da música.

## História

### Os Primeiros anos: The Outsiders e Second Layer
The Sound foi formado no sul de Londres, em 1979, remanescente da banda punk, The Outsiders. A formação original do The Sound consistiu de Adrian Borland (vocais, guitarra) e Graham Bailey (baixo) (ambos ex-Outsiders), juntamente com Mike Dudley (bateria) e Benita "Bi" Marshall (teclado, saxofone, clarinete). Embora não seja um membro, o ex-Outsider Adrian Janes iria contribuir com ideias e coescrever as letras das músicas do The Sound. Borland e Bailey também fundaram a banda Second Layer, formada em torno do mesmo tempo como The Sound.
O The Sound fez sua estréia com o EP, Physical World em 1979. Ele foi recebido favoravelmente pela NME e recebeu airplay do DJ John Peel.
Mais de suas primeiras gravações foram posteriormente lançado no o álbum de 1999, Propaganda.

### Contrato com a Korova,JeopardyeFrom The Lions Mouth
Na sequência do EP, Physical World, a banda pretendia gravar um álbum completo. Ao ouvir as mixagens, a sub-gravadora da WEA, Korova, em seguida,  se ofereceu para assinar com o grupo, e a banda aceitou.
Jeopardy, seu álbum de estréia, foi gravado de forma barata e lançado em novembro de 1980, para aclamação da crítica; recebeu avaliações cinco estrelas de três grandes publicações de música, NME, Sounds e Melody Maker. Na sequência do álbum, Bi Marshall deixou a banda e foi substituído por Colvin "Max" Mayers.
Em seu segundo álbum, a banda trabalhou com o produtor Hugh Jones. From The Lions Mouth foi lançado em 1981, para mais elogios da crítica, embora sua base de fãs não tinha estendido além de um culto seguinte.
Durante o início de 1980, The Sound excursionou por toda a Europa, cobrindo o Reino Unido e grande parte do continente. Assim como seus contemporâneos, The Comsat Angels (com quem excursionou em 1981), eles desfrutaram talvez o seu maior sucesso na Holanda. The Sound gravou várias sessões com John Peel e tocaram o single "Sense of Purpose" no programa de TV, Old Grey Whistle Test.
A Korova pressionou Borland e seus colegas de banda para chegar com um terceiro álbum mais bem sucedido comercialmente. Em um ato de rebelião, eles responderam com All Fall Down em 1982, um álbum que os levou ainda mais longe do mainstream.

### Mudança de gravadora, colapso de Borland e separação
Por conta do fracasso de crítica contemporânea e de vendas, a WEA rompe o contrato com a banda e decide não divulgar o álbum. Análises atuais negam o status de fracasso artístico e consideram talvez o melhor da banda. Sem gravadora, lançam This Cover Keeps Reality Unreal pela Cherry Red, uma parceria com Kevin Hewick, que escreveu e cantou em todas as músicas.
A banda foi abordada por várias selos, e finalmente assinou com o selo independente Statik em 1984. Eles lançaram um EP, Shock Of Daylight, que recebeu cobertura favorável da imprensa musical. Isto foi seguido um ano depois pelo full-length, Heads And Hearts.
Em 1985, Borland tinha começado a apresentar sintomas de doença mental, talvez agravadas pelas frustrações de sua carreira. Pouco tempo após o lançamento de um álbum ao vivo em 1986, In The Hothouse, a Statik entrou em falência. A banda produziu mais um álbum, Thunder Up, pelo rótulo belga Play It Again Sam. Enquanto visitavam a Espanha em 1987, eles tiveram que cancelar várias apresentações após Borland sofrer um colapso. Dudley lembrou trazendo para casa um Borland incoerente em um avião. A banda se separou no início de 1988.

### Vida pós-The Sound
Graham Bailey mudou-se para Nova Orleans, onde viveu por 16 anos, retornando ao Reino Unido em 2007. Max Mayers morreu em 1993 vítima das complicações da aids e Mike Dudley aposentou-se da indústria da música, vivendo e trabalhando no sul de Londres.
Após o fim do The Sound, Borland manteve uma carreira-solo por cerca de uma década, e participou das bandas: White Rose Transmission e Honolulu Mountain Daffodils(em que se deu o apelido de Joachim Pimento). Nunca capaz de dominar a depressão e angustiado sobre o retorno a um hospital psiquiátrico, Borland, que teria sofrido de um transtorno esquizoafetivo, suicidou-se no dia 26 de abril de 1999, atirando-se no caminho de um trem expresso na estação de Wimbledon.
Pouco antes da morte da Borland, o catálogo do The Sound foi remasterizado e relançado pela Renascent Records, um selo que foi originalmente fundado para executar essa tarefa unicamente.

## Legado
Muitos têm dito que não foi dado ao The Sound o reconhecimento que merecia. a Trouser Press questionou:
| “ | É difícil entender por que este quarteto de londres nunca encontrou o sucesso comercial. Em seu melhor momento, o excelente neo-pop do The Sound estava a altura dos melhores de The Psychedelic Furs e Echo and the Bunnymen. | ” |

Jack Rabid da revista The Big Takeover declarou: "The Sound? apenas uma das melhores bandas da década de 1980". Chris Roberts da revista Uncut escreveu: "U2? Joy Division? Bunnymen? Eles empalidecem na sombra destas bandas".
A biografia de Adrian Borland, intitulado Book Of (Happy) Memories, foi publicado em 2001. No mesmo ano, um álbum tributo intitulado In Passing - A Tribute to Adrian Borland and The Sound foi lançado.

## Discografia

### Álbuns (originais)
- Jeopardy, (1980)
- From the Lion's Mouth, (1981)
- All Fall Down, (1982)
- Heads and Hearts, (1985)
- Thunder Up (1987)

### Singles e EP's
- Physical World, (1979)
- Heyday, (1980)
- Live Instinct, (1981)
- Sense Of Purpose, (1981)
- Hothouse, (1982)
- Counting The Days, (1984)
- One Thousand Reasons, (1984)
- Shock Of Daylight, (EP, 1984)
- Temperature Drop", (1985)
- Under You, (1985)
- Hand Of Love, (1987)
- Iron Years, (1987)

### Álbuns ao vivo
- In the Hothouse (1986)
- The BBC Recordings (2004)
- The Dutch Radio Recordings 1. 08.03.81 Amsterdam, Paradiso (2006)
- The Dutch Radio Recordings 2. 09.04.82 Utrecht, No Nukes Festival (2006)
- The Dutch Radio Recordings 3. 24.01.83 Arnhem, Stokvishal (2006)
- The Dutch Radio Recordings 4. 01.07.84 Den Haag, Parkpop Festival (2006)
- The Dutch Radio Recordings 5. 09.04.85 Utrecht, Vrije Vloer (2006)

### Compilações
- Counting the Days (1986)
- Shock of Daylight & Heads and Hearts (1996)
- Jeopardy / From the Lion's Mouth / All Fall Down...Plus (2014)
- Shock of Daylight / Heads and Hearts / In the Hothouse (Live) / Thunder Up / Propaganda (2015)